# Ligne G du BHNS de Strasbourg
Pour un article plus général, voir Bus à haut niveau de service de Strasbourg.
La ligne G du réseau de transports en commun de l'Eurométropole de Strasbourg est une ligne de bus à haut niveau de service. Exploitée par la Compagnie des transports strasbourgeois (CTS), il s'agit de la première ligne de BHNS de l'agglomération, complémentaire des six lignes du tramway de Strasbourg.
Elle relie la cité Rotterdam à l'Espace européen de l'entreprise (EEE) à Schiltigheim via la gare centrale de Strasbourg et le quartier de Cronenbourg. La ligne a été mise en service le 30 novembre 2013 entre l'EEE et la gare centrale puis, le 20 novembre 2023 la ligne est prolongée vers la cité Rotterdam.

## Historique
L'idée d'un BHNS à Strasbourg a été évoquée début 2010 puis officiellement présentée au public lors de la présentation du « schéma directeur des transports collectifs » en juin 2010. Dans un premier temps, deux lignes sont envisagées : une desservant l'Espace européen de l'entreprise et le quartier Cronenbourg ainsi qu'une ligne desservant la route de Brumath, au nord de l'agglomération. Mais sur le second tracé sera finalement privilégié un projet tramway classique. Le projet a été sélectionné dans le cadre de l’appel à projets du Ministère de l'environnement et est subventionné à hauteur de quatre millions d'euros  sur un coût total de 29,3 millions d'euros, dont 1 million du conseil général du Bas-Rhin et 4,11 millions de l'État. Début 2013, il est décidé que la ligne prendra l'indicatif G afin de s'intégrer dans la lignée des lignes de tramway du réseau
Les stations de cette ligne sont, dans un premier temps, équipées de deux types de composteurs/valideurs ; certains étant totalement sans-contact, et d'autres acceptant les tickets Edmondson. Ces derniers sont récupérés de stations de tramway bénéficiant de nouveaux équipements, dans la mesure où ceux-ci ne sont plus fabriqués.
Pour son lancement, le 30 novembre 2013, la ligne et le parking relais sont gratuits le temps d'une journée.

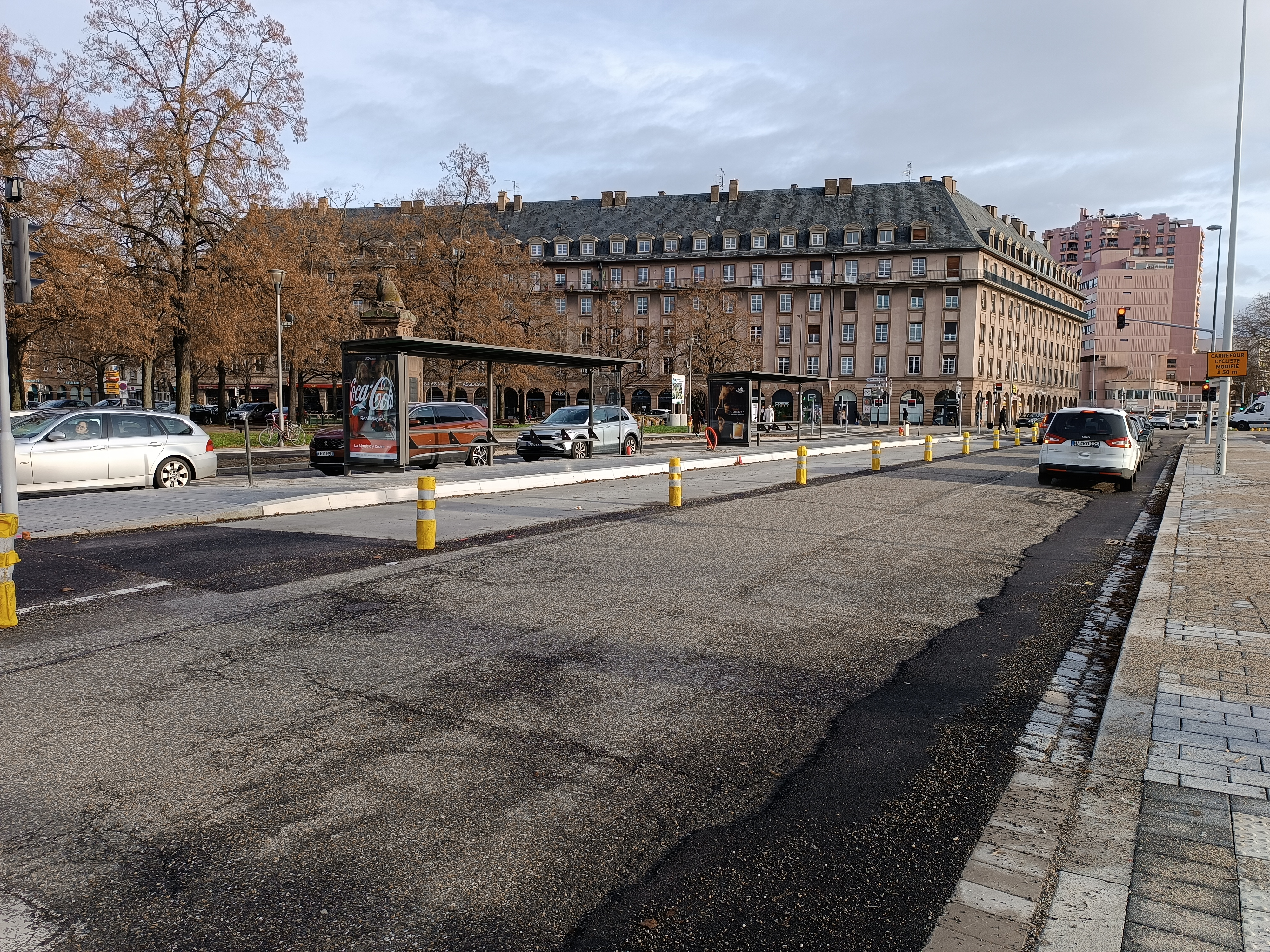
Chantier de l'extension à Etoile bourse fin 2022

La ligne G est prolongée le 20 novembre 2023 de la Gare Centrale jusqu'au Pont d'Anvers et la cité Rotterdam (arrêt Rotterdam) via le Parc de la Citadelle, en empruntant les boulevards au sud de la gare puis les quais au bord du canal du Rhône au Rhin puis la place de l’Étoile et le quai des Alpes. Cette extension, longue d'environ 5,4 km, comporte 12 nouvelles stations et permet des correspondances supplémentaires avec le réseau de tramway afin de désaturer le nœud central de l'Homme de Fer. Elle dessert notamment la Laiterie, le Nouvel hôpital civil, le parc du Heyritz, la place de l’Étoile et le quartier de l'Esplanade-Danube. Sur une courte longueur le long du boulevard de Nancy, l'infrastructure de la ligne G est commune avec celle de la ligne F du tramway.
La ligne change également de couleur, passant du bleu (le même que la ligne L1 avec qui elle partage plusieurs stations) au jaune. Les nouveaux bus arborent une livrée jaune avec des abeilles, réalisée par le street artiste strasbourgeois Stom500.

## Infrastructure

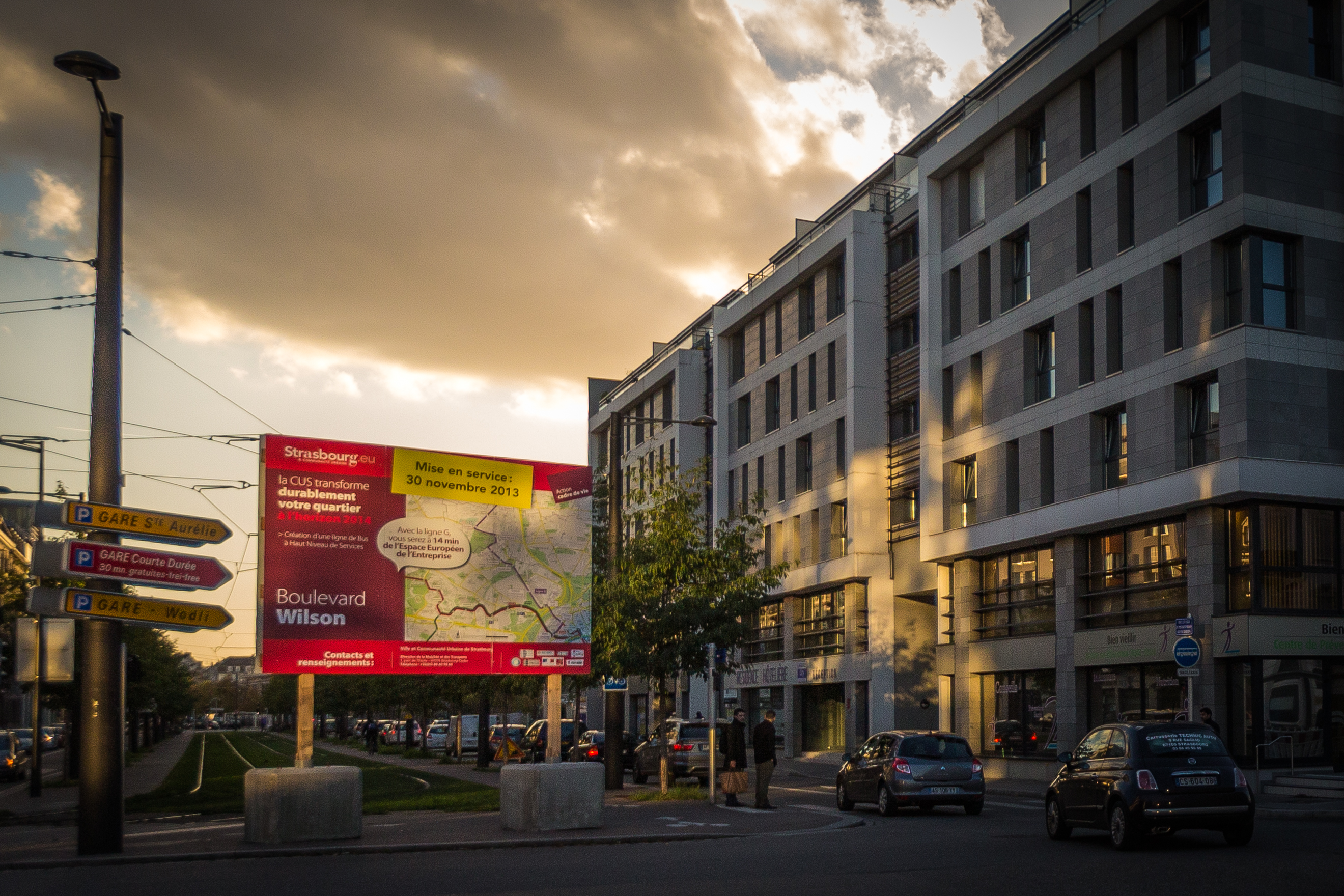
Strasbourg, boulevard du Président-Wilson. Panneau chantier du BHNS en octobre 2013.

### La ligne
Environ 80 % du parcours est en site propre.

### Les terminus réguliers
La ligne G du BHNS de Strasbourg compte deux terminus principaux :
La station Rotterdam, constitue le terminus Sud de la ligne depuis le 20 novembre 2023, à la place de la station Gare Centrale où elle est notamment en correspondance avec la ligne H, seconde ligne du BHNS.
La station Espace européen de l'entreprise, qui constitue le terminus Nord de la ligne.

### Dépôts de Cronenbourg et de Kibitzenau

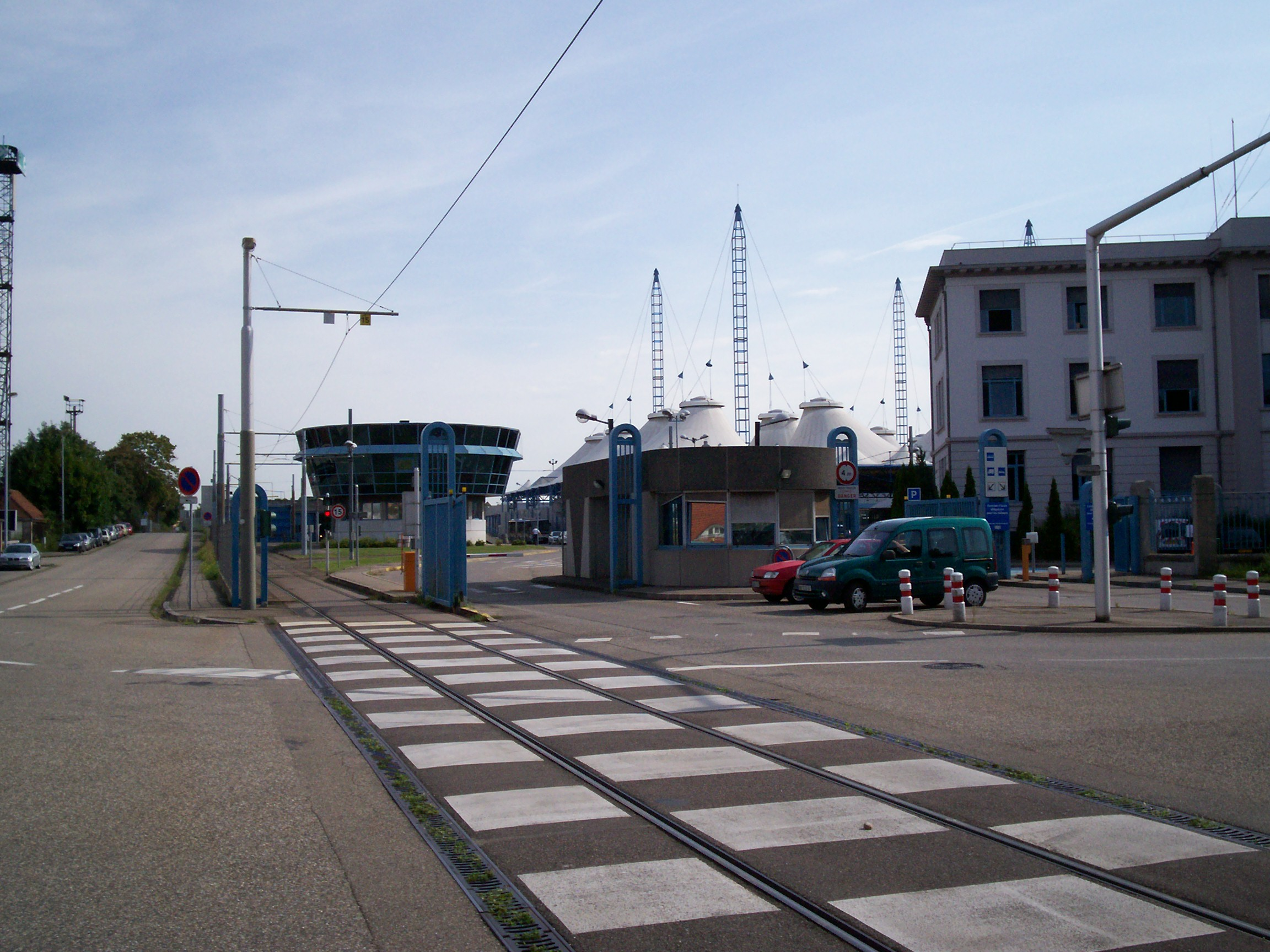
Dépôt Cronenbourg.

Les bus de la ligne G sont remisées aux Unités de Production Cronenbourg (UPC) et de Kibizenau (UPK). Le dépôt de Cronenbourg est bâti en 1931 pour les tramways à voie métrique de l'époque, fut utilisé à compter de 1960 par les bus. Le dépôt fut complètement agrandi et rénové entre 1992 et 1994 en vue de l'ouverture de la ligne A du tramway de Strasbourg. Le dépôt de Cronenbourg est situé à proximité de la station Gare aux Marchandises.
Aujourd'hui, il abrite notamment :
- les services administratifs ;
- un remisage bus couvert de 6 700 m2 ;
- un remisage tram de 6 300 m2 pouvant contenir jusqu'à 30 rames ;
- une station-service bus ;
- un atelier mixte bus/tram de 12 000 m2 ;
- une station service tram ;
- le poste de commandes centralisées (PCC), d'où sont régulées à distance l'ensemble des lignes de tram et de bus.

Mis en service en janvier 2006 pour le bus et le 25 août 2007 pour le tramway, le dépôt de Kibitzenau abrite aussi les rames des lignes C et E du tramway.

## Tracé et stations

### Tracé
Le tracé avant extension faisait 5 kilomètres dont une grande partie en site propre. Les estimations donnent un potentiel total de 18 000 personnes mais tablent sur 9 000 usagers par jour. À la suite de l'enquête publique, le tracé compte finalement 12 stations contre 10 dans le projet de base. À l'origine, la municipalité hésitait entre un terminus à la gare centrale et un terminus à la Rotonde.
Un parking relais est prévu au bout du tracé, un second est à l'étude sur le rond-point de la gare aux marchandises après comblement des trémies.
La ligne part de la station Rotterdam situé à l'extrémité nord du quai des Belges. Elle emprunte alors le quai des Alpes, quai du Général Koenig, quai Fustel de Coulanges, quai Menachem Taffel, quai Louis Pasteur, le pont Louis Pasteur, puis les boulevards de Lyon, de Nancy et de Metz. La ligne passe par la place de la gare, anciens terminus de la ligne et emprunte le boulevard du Président-Wilson sur un couloir qui lui est réservée, puis elle tourne à gauche au carrefour avec la rue Georges Wodli et passe sous les voies ferrées et sous l'autoroute en direction de Cronenbourg. Arrivée face au dépôt de la CTS et à la gare aux marchandises, elle tourne à gauche puis à droite pour longer le cimetière ouest et les voies ferrées par la rue de Hochfelden. Ensuite elle traverse la cité Nucléaire, passe devant le nouvel hôpital de l'EPSAN et dessert l'école de chimie. Enfin elle aboutit à l'Espace européen de l'entreprise qu'elle traverse de part en part.

### Stations

#### Liste des stations
La ligne G du BHNS de Strasbourg dessert les 24 stations suivantes :
|  |   |  | Stations                        | Lat/Long                        | Communes desservies | Correspondances            |
|  | - |  | ------------------------------- | ------------------------------- | ------------------- | -------------------------- |
|  | ■ |  | Rotterdam                       |                                 | Strasbourg          |                            |
|  | • |  | Stade Vauban                    |                                 | Strasbourg          |                            |
|  | • |  | Parc de la Citadelle            |                                 | Strasbourg          |                            |
|  | • |  | Danube Le vaisseau              |                                 | Strasbourg          |                            |
|  | • |  | Winston Churchill               | 48° 34′ 25,6″ N, 7° 46′ 00,3″ E | Strasbourg          | tram C E                   |
|  | • |  | Presqu'île André Malraux        |                                 | Strasbourg          |                            |
|  | • |  | Étoile Bourse                   | 48° 34′ 29,5″ N, 7° 45′ 12,5″ E | Strasbourg          | tram A D                   |
|  | • |  | Hôtel de Police                 |                                 | Strasbourg          |                            |
|  | • |  | Hôpital Civil                   |                                 | Strasbourg          |                            |
|  | • |  | Lycée Pasteur                   |                                 | Strasbourg          |                            |
|  | • |  | Laiterie                        | 48° 34′ 33,4″ N, 7° 43′ 53,4″ E | Strasbourg          | tram B                     |
|  | • |  | Porte Blanche                   | 48° 34′ 49″ N, 7° 43′ 52,6″ E   | Strasbourg          | tram F                     |
|  | • |  | Gare Centrale                   | 48° 35′ 05,5″ N, 7° 44′ 06,9″ E | Strasbourg          | tram A C D bus H Gare SNCF |
|  | • |  | Wilson                          | 48° 35′ 14,4″ N, 7° 44′ 18″ E   | Strasbourg          | bus H                      |
|  | • |  | Gare aux marchandises           | 48° 35′ 31″ N, 7° 43′ 58,3″ E   | Strasbourg          |                            |
|  | • |  | Hochfelden                      | 48° 35′ 44″ N, 7° 43′ 40″ E     | Strasbourg          |                            |
|  | • |  | Rieth                           | 48° 36′ 05,5″ N, 7° 43′ 22,7″ E | Strasbourg          |                            |
|  | • |  | Lavoisier                       | 48° 36′ 10″ N, 7° 43′ 09″ E     | Strasbourg          |                            |
|  | • |  | Arago                           | 48° 36′ 17″ N, 7° 42′ 59″ E     | Strasbourg          |                            |
|  | • |  | Copenhague                      | 48° 36′ 27″ N, 7° 43′ 04,7″ E   | Schiltigheim        |                            |
|  | • |  | Londres                         | 48° 36′ 37″ N, 7° 42′ 43″ E     | Schiltigheim        |                            |
|  | • |  | Vienne                          | 48° 36′ 48,3″ N, 7° 42′ 59″ E   | Schiltigheim        |                            |
|  | • |  | Chambre de métiers              | 48° 36′ 56″ N, 7° 43′ 10″ E     | Schiltigheim        |                            |
|  | ■ |  | Espace Européen de l'Entreprise | 48° 37′ 00″ N, 7° 43′ 10″ E     | Bischheim           | Parc relais                |

#### Aménagement des stations

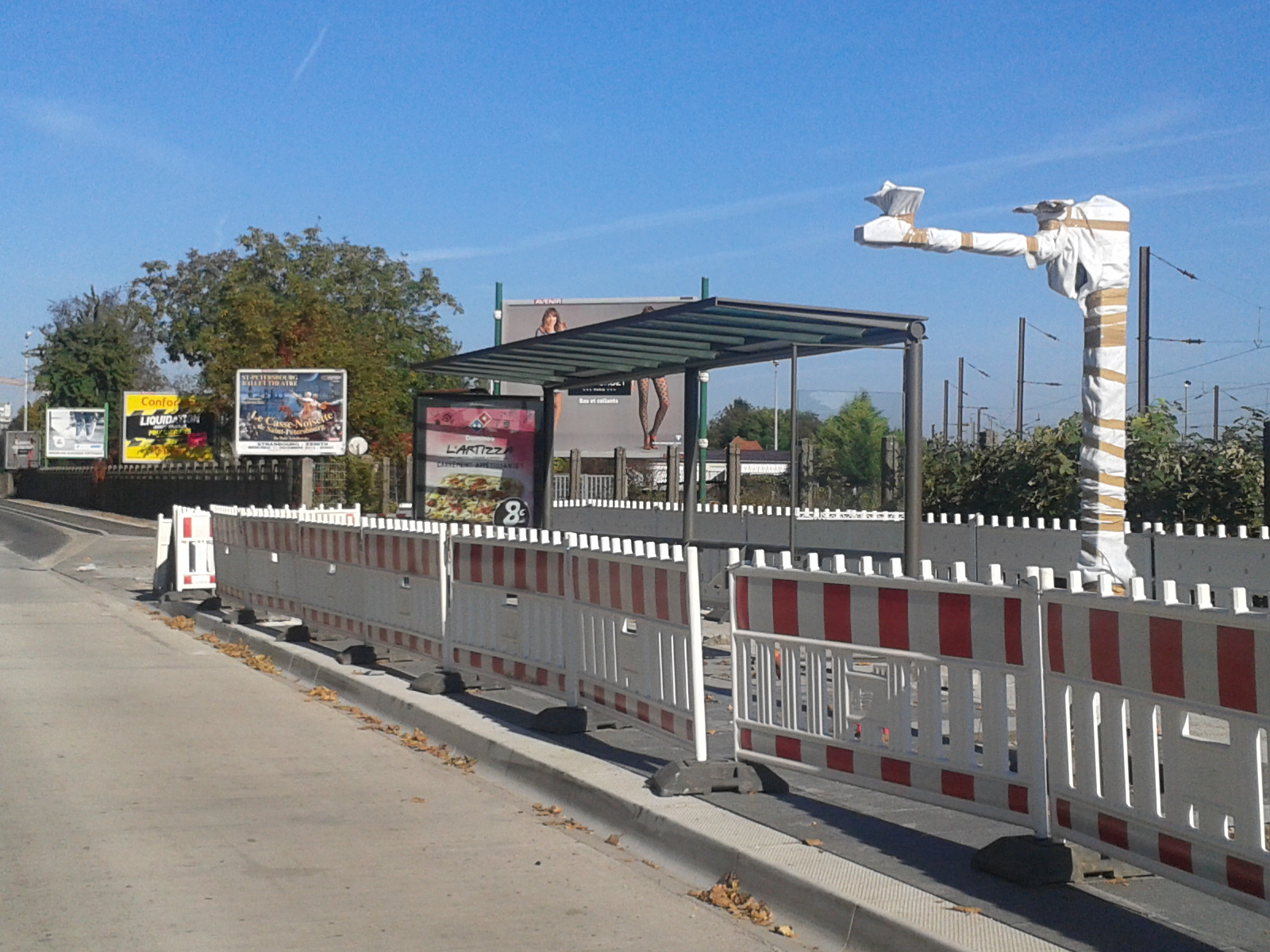
Chantier d’aménagement à la station Hochfelden, octobre 2013.

Les stations de la ligne sont construites selon les mêmes principes que les stations de tram. En plus des traditionnels abris, elles comportent des distributeurs automatiques de titres de transports et des écrans d'affichage indiquant les prochains passages des bus en temps réel.
Elles sont, dans un premier temps, équipées de deux types de composteurs/valideurs ; certains étant totalement sans-contact, et d'autres acceptant les tickets Edmonson. Ceux-ci sont récupérés de stations de tramway bénéficiant de nouveaux équipements, dans la mesure où ces derniers ne sont plus fabriqués.
Les stations disposent de quais surélevés permettant un accès aisé pour les personnes handicapées et les poussettes. Des « totems » comportant un plan du quartier et les principaux lieux et édifices publics à proximité sont installés en bout de quai.

### Desserte de la Gare Centrale
La ligne G du BHNS de Strasbourg dessert depuis son ouverture la gare de Strasbourg à travers la station Gare Centrale, en correspondance directe avec la ligne C du tramway, et à distance avec la station souterraine des lignes A et D.
La gare de Strasbourg a été inaugurée le 15 août 1883, sur les plans de l'architecte berlinois Johann Eduard Jacobsthal, et remplaça dès lors la gare d'origine près des halles, en cul-de-sac et trop exiguë. Cette gare, construite par les autorités allemandes, est située au carrefour des grands axes internationaux Paris-Vienne et Bâle-Bruxelles, sur le terrain des anciennes fortifications de Vauban. À l'origine, cette gare était non seulement une gare de voyageurs, mais aussi une gare de marchandises et une gare de triage. La vaste place en hémicycle se situant devant la façade de l'édifice a été déterminante pour le choix de l'emplacement de cette gare.
Elle est la principale gare de l'agglomération strasbourgeoise et l'une des principales de l'est de la France. Elle est desservie par toutes sortes de trafics : TER Alsace, TER 200, TGV et trains internationaux. L'ouverture de la LGV Est européenne en juin 2007 a permis une augmentation importante du trafic dans cette gare, Strasbourg ne se trouvant dès lors plus qu'à 2 h 20, puis 1 h 50 lorsque la deuxième partie de la ligne aura été construite, de la gare de Paris-Est. L'ouverture de la branche est de la LGV Rhin-Rhône en 2011 permet de gagner une heure entre Strasbourg et Lyon.

## Exploitation de la ligne

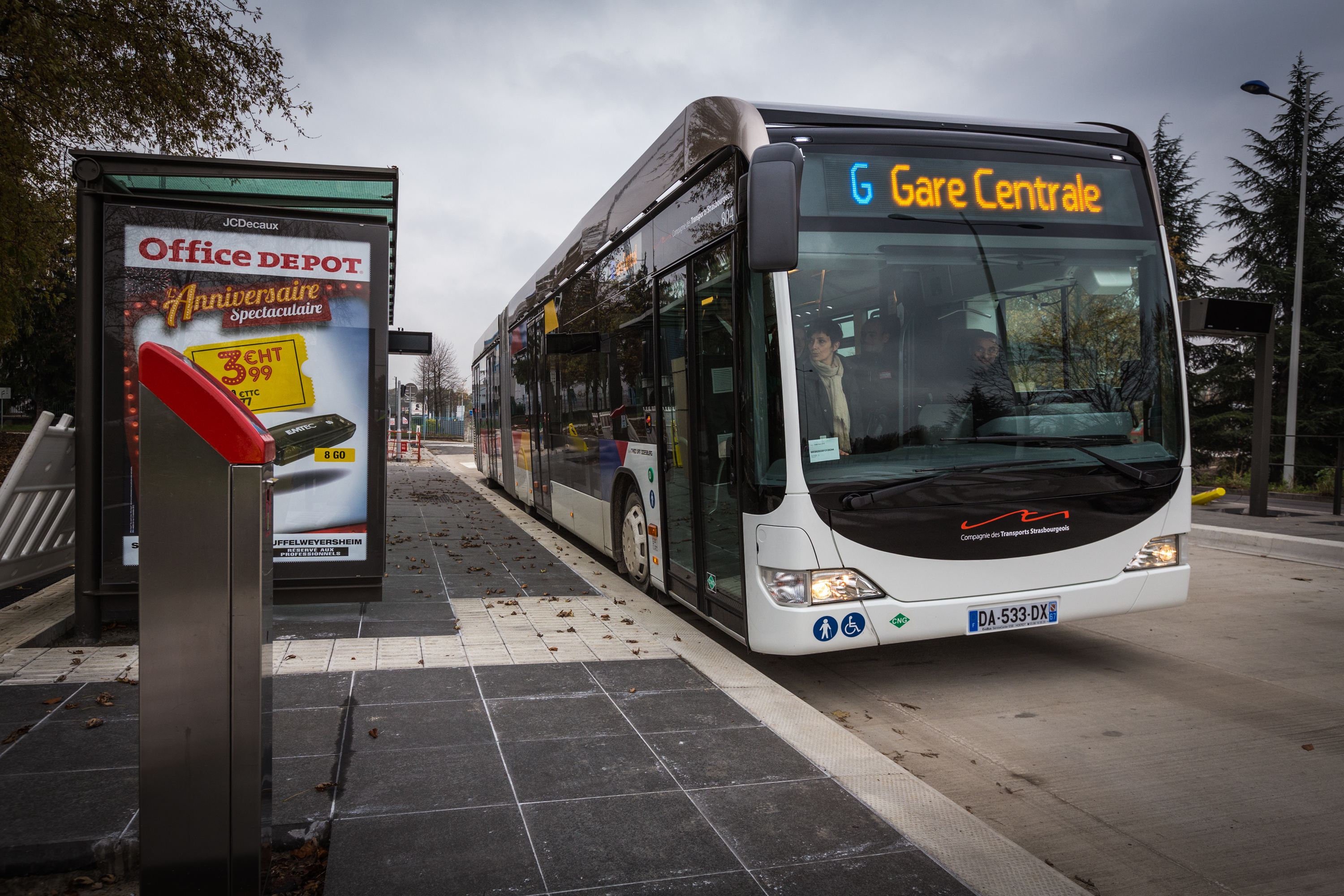
Un BHNS en essais à la station Gare aux Marchandises.

### Principes de la desserte
La ligne fonctionne tous les jours de l'année sauf le 1er mai.
En raison de la proximité du dépôt, le service débute à la station Gare aux Marchandises à 4 h 10 du lundi au samedi, et à 5 h 4 les dimanches et fêtes, par des services partiels en direction de l'Espace européen de l'entreprise. Le dernier départ de Espace européen de l'entreprise a lieu à 0 h 20 tous les jours. À la station Rotterdam, le premier bus part à 4 h 30 du lundi au samedi, et à 5 h 5 les dimanches et fêtes. Le dernier départ s'effectue à 0 h 20 tous les jours. Il n'y a aucun bus ayant le terminus sur une station intermédiaire, même en fin de service.
Entre 7 h et 20 h, les bus circulent toutes les cinq à neuf minutes environ du lundi au vendredi et toutes les huit à neuf minutes environ le samedi, plus précisément en heures de pointe en semaine, de 7 h 20 à 9 h et de 16 h à 18 h 30 environ, la fréquence est de cinq à six minutes tandis qu'elle est plutôt de huit à neuf minutes le reste de la journée. Tôt le matin et à partir de 21 h environ, la fréquence minimale est d'un bus toutes les 30 minutes. Les dimanches et fêtes, la fréquence minimale est d'un bus toutes les 20 minutes, avec un renforcement du service entre 12 h 30 et 21 h environ, quand la fréquence est de 15 minutes.
Par ailleurs, les horaires sont cadencés les dimanches et fêtes uniquement. En semaine, la ligne G ne bénéficie pas d'un horaire cadencé avec des passages toujours aux mêmes minutes. Pendant les vacances scolaires, la desserte de pleine journée est allégée du lundi au vendredi.
Les bus bénéficient d'un système de priorité aux carrefours comportant des feux, à l'instar des lignes de tramway.

### Temps de parcours moyens
Les temps de parcours sont donnés à titre indicatif et varient surtout selon le moment de la journée (cf.horaires). Ils peuvent aussi évoluer en cas de retards dus à des évènements imprévus.
La ligne G du BHNS de Strasbourg permet de rallier Rotterdam à :
- Gare Centrale en 19 minutes ;
- Gare aux Marchandises en 22 minutes ;
- Arago en 29 minutes ;
- Espace européen de l'entreprise en 30 minutes.

### Matériel roulant

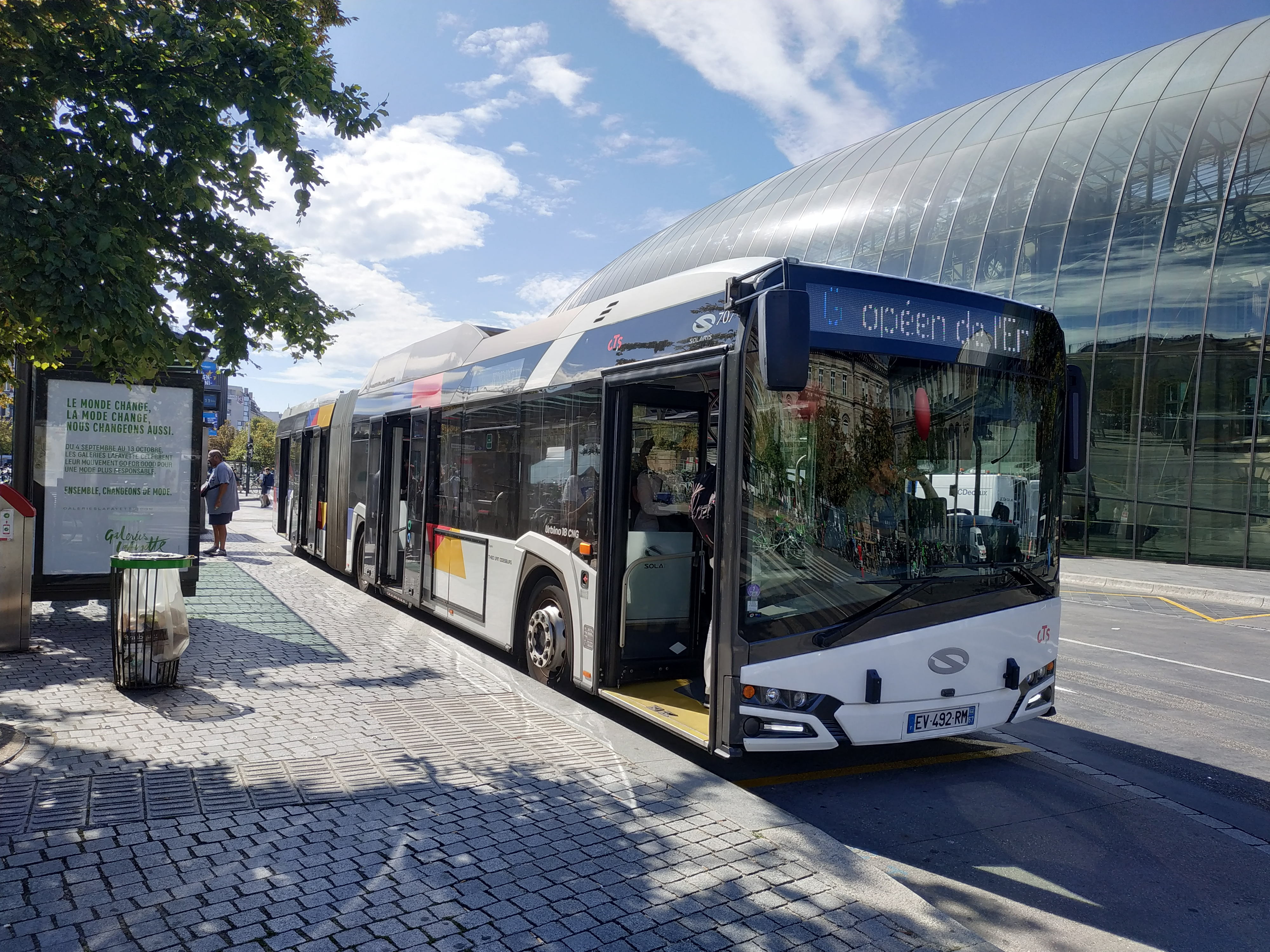
Véhicule Solaris Urbino 18 circulant de 2019 à 2022 sur la ligne en compagnie des Mercedes Citaro.

Dans le cadre du lancement de la ligne, dix autobus articulés d'une capacité de 120 places ont été commandés. Ils desservent la ligne avec une fréquence de six minutes aux heures de pointe. Ces véhicules Mercedes-Benz Citaro G C1 Facelift au gaz naturel d’un prix unitaire de 485 000 €, ont été choisis à la suite d’un appel d’offres. Les autobus sont décorés avec des formes géométriques artistiques, inspirées de l'œuvre de Theo van Doesburg. Un onzième véhicule, un Mercedes-Benz Citaro G C2, a été mis en service depuis.
À l'intérieur, des écrans d'affichage indiquent le tracé de la ligne et la position du bus ainsi que les prochaines stations et les correspondances.
Un douzième véhicule est ajouté en 2019 mais sans commande particulière. Le no 707, un des Solaris Urbino 18 au gaz circulant sur le réseau bus classique, est pelliculé pour revêtir la même livrée que les Mercedes-Benz Citaro et ne servir que sur la ligne G.
À partir d'octobre 2022, la flotte est progressivement complétée par des Iveco Bus Urbanway 18 GNC nos 812 à 823, le renouvellement s'achevant en décembre 2022 par le départ des Citaro G et du Solaris Urbino 18 sur les lignes classiques.

### Tarification et financement

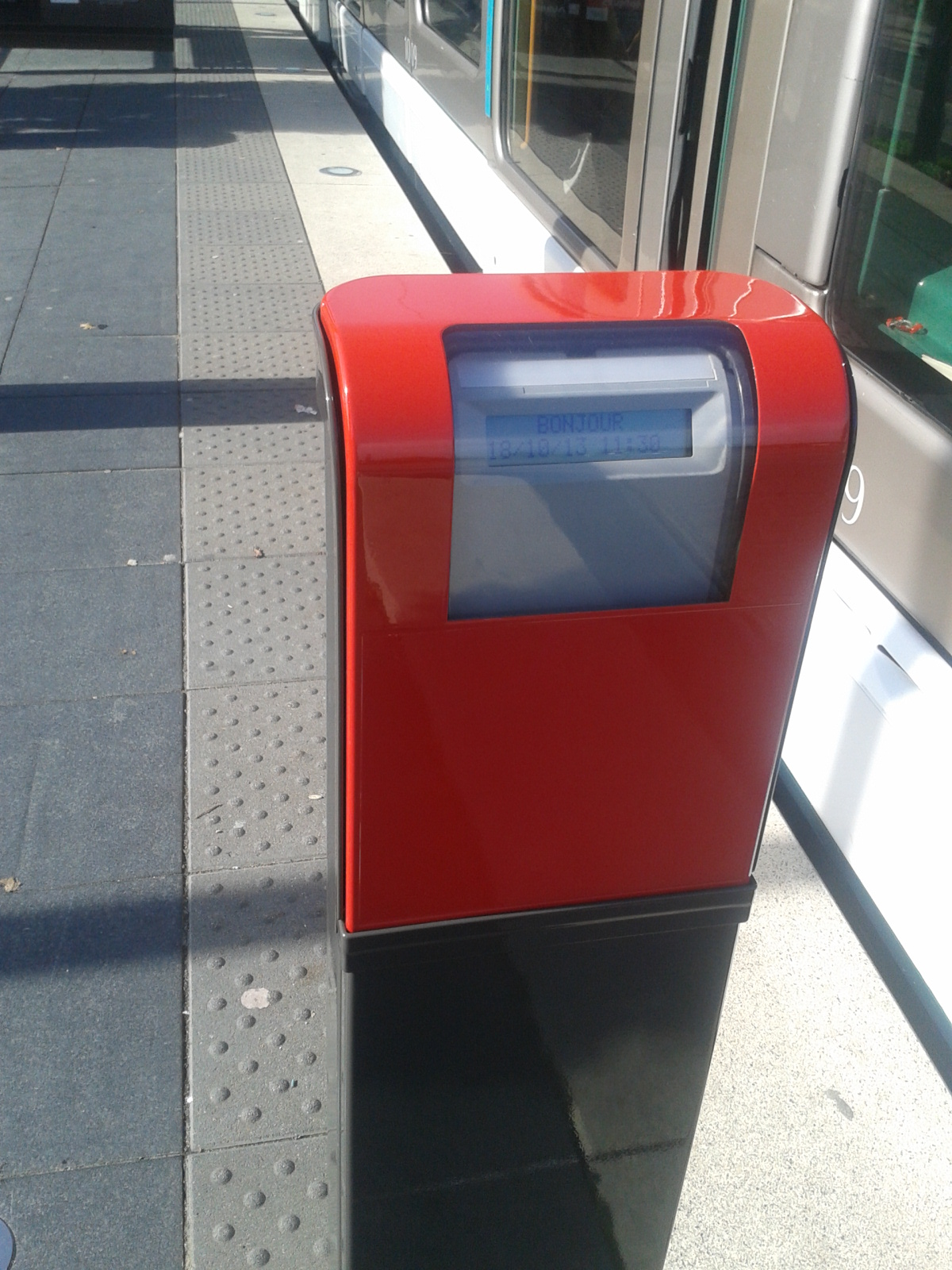
Valideur de titre de transport.

La tarification de la ligne est identique à celles des autres lignes de tramway et des réseaux de bus urbains exploitées par la Compagnie des transports strasbourgeois (CTS) et accessible avec les mêmes abonnements.
Les tickets et abonnements peuvent être achetés dans des distributeurs automatiques présents dans les stations, sauf s'ils incluent la place parking-relais.
Le financement du fonctionnement de la ligne, entretien, matériel et charges de personnel, est assuré par la Compagnie des transports strasbourgeois (CTS).

## Parc relais
Les parcs relais ou parkings relais tram (appelés « P+R ») se situent à proximité de stations de tramway ou de BHNS. Ils ont pour but d'inciter les automobilistes à emprunter les transports en commun par le biais d'un aller-retour à un tarif spécifique valable pour tous les occupants du véhicule.
La plupart des parcs relais strasbourgeois se trouvent le long du tramway, on en trouve toutefois aussi le long de la ligne de BHNS.
| Nom du parc                     | Lat/Long                    | Nombre de places | Lignes desservies | Statut |
| ------------------------------- | --------------------------- | ---------------- | ----------------- | ------ |
| Espace européen de l'entreprise | 48° 37′ 00″ N, 7° 43′ 09″ E | 120              | bus G             | Ouvert |